# Văcăreni (gmina)
Văcăreni – gmina w Rumunii, w okręgu Tulcza. Obejmuje tylko jedną miejscowość Văcăreni. W 2011 roku liczyła 2201 mieszkańców. 